# Nínox puntejat
El nínox puntejat (Ninox punctulata) és una espècie d'ocell de la família dels estrígids (Strigidae). Habita boscos i terres de conreu de Sulawesi i les properes illes Kabaena, Muna i Butung. El seu estat de conservació es considera de risc mínim.